# Marco Grassi
Marco Grassi (Chiasso, 1968. augusztus 3. –) svájci válogatott labdarúgó.
A svájci válogatott tagjaként részt vett az 1994-es világbajnokságon és az 1996-os Európa-bajnokságon.

## Sikerei, díjai
Servette
- Svájci bajnok (1): 1993–94

AS Monaco
- Francia bajnok (1): 1996–97